# 只要為我愛一天
只要為我愛一天（英語：Just Love Me for One Day）是一首香港原創粵語流行曲及電訊廣告主題曲，由雷頌德作曲、林夕填詞、黎明主唱，收錄於黎明的粵語錄音室專輯《 IF》，於1997年5月由唱片公司寶麗金首次發行。這首歌曾經登上香港四大電子媒體音樂流行榜的冠軍位置，成為「四台冠軍歌」，並獲得多個樂壇獎項。

## 製作
自1993年開始，黎明與電訊廣告商展開合作關係，演出一系列電訊產品廣告並主唱廣告歌曲，〈只要為我愛一天〉是其中一輯名為「新幹線（第五代超越自我篇）」的廣告主題曲，於1997年錄製，這首歌除原版外，亦製作了名為（Bungy Jump Mix）的混音版本，兩個版本一同收錄於《IF》專輯。以下為這首歌的幕後製作人員名單：
- 作曲、編曲：雷頌德
- 填詞：林夕
- 鍵琴、結他：雷頌德
- 貝斯：Pal Sinn
- 弦樂：熊宏亮弦樂團
- 鼓、敲擊樂：Anthony M. Fernandes
- 和音：周小君、張偉文、曹潔敏、陳美鳳、Nancy Chan、譚錫禧、李小梅
- 錄音、混音：Frankie Hung、Robert Porter、Simon Chan、亞銘、蘇志雄、謝永昌、魏志明

## 流行榜成績
以下是歌曲〈只要為我愛一天〉在香港四大電子媒體音樂流行榜所的最佳成績：
- 香港商業電台 903專業推介：冠軍
- 香港電台中文歌曲龍虎榜：冠軍
- 新城電台勁爆本地榜：兩週冠軍
- 電視廣播有限公司勁歌金榜：冠軍

## 獎項
以下是歌曲〈只要為我愛一天〉曾經獲頒發的獎項：
- 電視廣播有限公司1997年度勁歌金曲季選——第二季得獎歌曲
- 電視廣播有限公司1997年度十大勁歌金曲頒獎典禮——十大勁歌金曲獎 [6]
- 電視廣播有限公司1997年度十大勁歌金曲頒獎典禮——金曲金獎 [6]
- 香港電台1997年度十大中文金曲頒獎音樂會——十大中文金曲頒獎音樂會十大中文金曲獎 [7]
- 香港電台1997年度十大中文金曲頒獎音樂會——全球華人至尊金曲獎 [7]
- 香港商業電台1997年度叱咤樂壇流行榜頒獎典禮——叱咤樂壇我最喜愛的歌曲大獎 [8]
- 香港商業電台叱咤903潮流指數97第二季季選——我最喜愛的廣告歌[9]
- 香港商業電台叱咤903潮流指數97第二季季選——我最喜愛的音樂錄影帶[10]
- 新城電台1997年度新城勁爆頒獎禮——年度歌曲大獎[11]
- 新城電台1997年度新城勁爆頒獎禮——勁爆流行曲獎[12]
- 新城電台1997年度金心情歌頒獎禮——本地金心情歌金獎[13]
- 有線YMC台1997年度YMC至尊榜總選——至尊心愛廣東歌
- 亞洲電視1997年度十大電視廣告頒獎典禮——最受歡迎電視廣告歌曲大獎[14]

## 同名廣播劇
廣播劇《只要為我愛一天》由香港商業電台叱咤903頻道製作，為黎明、楊采妮、馮德倫演出的電訊廣告的延續篇，該靈感亦是由廣告引申出來，將廣告結合為廣播劇，共15集。這個廣播劇於1997年6月3日展開錄音工作，由黎明、楊采妮、馮德倫合作演出，於1997年6月9日起逢星期一至五晚上11時至12時在該電台頻道的「903 id club係咪玩嘢」時段內播出。